# Le Donjon
Le Donjon je naselje in občina v osrednjem francoskem departmaju Allier regije Auvergne. Leta 2011 je naselje imelo 1.085 prebivalcev.

## Geografija
Kraj leži v pokrajini Bourbonnais 44 km severovzhodno od Vichyja.

## Administracija
Le Donjon je sedež istoimenskega kantona, v katerega so poleg njegove vključene še občine Avrilly, Le Bouchaud, Chassenard, Lenax, Loddes, Luneau, Montaiguët-en-Forez, Montcombroux-les-Mines, Neuilly-en-Donjon, Le Pin, Saint-Didier-en-Donjon in Saint-Léger-sur-Vouzance s 4.932 prebivalci.
Kanton je sestavni del okrožja Vichy.